# بنغال بانش
البنغال بانش هو مشروب رياضي تم إنشاؤه عام 1958 لفريق كرة القدم في جامعة ولاية لويزيانا. ويعتقد أنها أول مشروب رياضي تم إنشاؤه على الإطلاق ، يعود إلى سبع سنوات. تم إنشاؤه من قبل الدكتور مارتن بروسارد ، المدرب الرياضي  منذ فترة طويلة و الذي خدم الجامعة من منتصف 1940s حتى أوائل 1990s. تم تسمية مركز التدريب الرياضي الحالي ل LSU ، الموجود في الركن الشمالي الشرقي من استاد النمور ، باسم Broussard. و هو الآن نكهة من المشروبات الرياضية كويكيك. تحظى كويكيك بشعبية في جميع أنحاء جنوب شرق الولايات المتحدة بقاعدتها الرئيسية مثل لويزيانا وتكساس. كانت شركة كويكيك مملوكة سابقًا لشركة بد ادامز. قام السيد آدامز بتأسيس رابطة كرة القدم الأمريكية في عام 1960 ، وهو مؤسس ومالك شركة هيوستون أويلرز ، وتينيسي أويلرز ، وتينيسي تيتانز. تتواجد ملكية كويكيك حاليًا مع مجموعة من رجال الأعمال في باتون روج ،و يكون كيفن هولدن الرئيس الحالي لها . حتى عام 2000 تم تعبئة زجاجات كويكينق وتوزيعها من قبل العديد من كوكاكولا و دربيبير. بعد عام 2000 ، جلبت كويكيك التعبئة والتغليف والتوزيع في المنزل وجميع العمليات والمرافق تقع الآن في باتون روج ، لوس انجليس.